# Graham Bower
Graham John Bower (1848-1933), Orden de San Miguel y San Jorge (KCMG), nació en Irlanda. Después de prestar servicios en la Marina Real, fue nombrado Secretario Imperial del Alto Comisionado para África Meridional, Sir Hercules Robinson.
- Datos: Q5592956